# Rusinów (województwo podkarpackie)
Rusinów (do 2011 Stary Rusinów) – wieś w Polsce położona w województwie podkarpackim, w powiecie kolbuszowskim, w gminie Majdan Królewski.
| SIMC    | Nazwa    | Rodzaj    |
| ------- | -------- | --------- |
| 0799470 | Gatka    | część wsi |
| 0799486 | Koziołek | część wsi |
| 0799492 | Pniaki   | część wsi |

W latach 1975–1998 miejscowość administracyjnie należała do województwa tarnobrzeskiego. Przez wieś przepływa rzeka Murynia.
W 1889 roku wieś zamieszkiwało 279 mieszkańców.
Do 2010 r. wieś posiadała nazwę Stary Rusinów oraz "część wsi" o nazwie Rusinów. 25 października 2009 roku odbyły się konsultacje z mieszkańcami ws. ustalenia nazwy wsi. Za nazwą Rusinów było 53 na 54 osób głosujących. 
1 stycznia 2011 r. zmieniono urzędowo nazwę miejscowości ze Stary Rusinów na Rusinów oraz zniesiono część wsi Rusinów.